# Arne Klingborg
Arne Klingborg, född den 3 november 1915, var konstnär, curator, föreläsare, scenograf, publicist och trädgårdskonstnär. Tillsammans med arkitekten Erik "Abbi" Asmussen grundade han Rudolf Steinerseminariet i Järna, där de båda sedan var verksamma. Han var en karismatisk ledare för seminariet fram till sin död den 31 oktober 2005.
Den magnifika parkträdgården vid Rudolf Steinerseminariet utvecklade han ur den förvildade trädgården som en gång tillhört Bruno Liljefors. Den har också varit en förebild för andra trädgårdar i Sverige och utomlands.
Klingborg var elev till Isaac Grünewald och har bland annat gjort takmålningarna i Kulturhuset i Ytterjärna.

## Teater

### Scenografi
| År   | Produktion                        | Upphovsmän                     | Regi                      | Teater | Noter                                      |
| ---- | --------------------------------- | ------------------------------ | ------------------------- | ------ | ------------------------------------------ |
| 1939 | Dessa ridderliga tider, revy      | Karl Gerhard                   | Karl Gerhard              | Folkan | Scenografi tillsammans med Isaac Grünewald |
| 1940 | Okänd svensk soldat               | Josef Kjellgren                | Arne Lydén                | Folkan | Scenografi                                 |
| 1941 | Batavernas sammansvärjning Tåg 56 | Axel Gauffin Herbert Grevenius | Yngve Nordwall Arne Lydén | Folkan | Scenografi                                 |